# Hexachaeta
Hexachaeta es un género  de insecto de la familia Tephritidae del orden Diptera.

## Especies
- Hexachaeta abscura
- Hexachaeta amabilis
- Hexachaeta bifurcata
- Hexachaeta bondari
- Hexachaeta colombiana
- Hexachaeta cronia
- Hexachaeta dinia
- Hexachaeta ecuatoriana
- Hexachaeta enderleini
- Hexachaeta eximia
- Hexachaeta fallax
- Hexachaeta guatemalensis
- Hexachaeta homalura
- Hexachaeta isshikii
- Hexachaeta itatiaiensis
- Hexachaeta juliorosalesi Hernández-Oritz, 2002
- Hexachaeta leptofasciata
- Hexachaeta major
- Hexachaeta monoctigma
- Hexachaeta monostigma
- Hexachaeta nigripes
- Hexachaeta nigriventris
- Hexachaeta oblita
- Hexachaeta obscura
- Hexachaeta parva
- Hexachaeta pulchella
- Hexachaeta rupta
- Hexachaeta seabrai
- Hexachaeta shannoni
- Hexachaeta socialis Wiedemann, 1830
- Hexachaeta spitzi
- Hexachaeta valida
- Hexachaeta venezuelana
- Hexachaeta zeteki